# Пантеон (университет)
Университет политических и социальных наук «Пантеон» (греч. Πάντειον Πανεπιστήμιο Κοινωνικών και Πολιτικών Επιστημών), часто просто Университет «Пантеон» — университет политического образования в Афинах, основан в 1927 году.
Университет первоначально основан как Афинская школа «Пантеон» политических наук в 1927 году. Он входит в тройку древнейших университетов политического образования в Европе. Среди преподавателей университета первый Президент Третьей Греческой Республики Михаил Стасинопулос.
За 80-летнюю историю существования университет выпустил 18 500 студентов, сейчас среди его студентов около 8 000 человек. Университет «Пантеон» также предлагает 13 курсов повышения квалификации и включает в себя 3 научно-исследовательских института, 18 научно-исследовательских центров и 4 лаборатории.
Среди профессоров университета греческий богослов и христианский философ Христос Яннарас, кинорежиссер Яннис Смарагдис, философ Иоаннис Теодоракопулос.

## Структура
- Факультет государственного управления
- Факультет политических наук и истории
- Факультет психологии
- Факультет коммуникаций, СМИ и культуры
- Факультет социальной антропологии
- Факультет экономического и регионального развития
- Факультет социологии
- Факультет международных и европейских исследований
- Факультет социальной политики
- Общий юридический факультет

## Международные образовательные программы
Университет «Пантеон» принимает участие в следующих международных образовательных программах:
- Erasmus Programme
- Leonardo da Vinci
- EQUAL Community Initiative